# Datapoint 2200

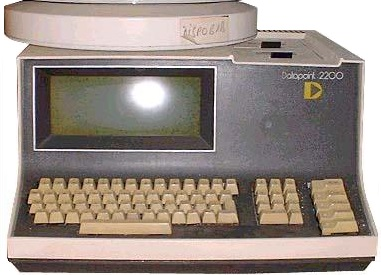
Terminal Datapoint 2200.

El Datapoint 2200 fue un terminal programable lanzado por Computer Terminal Corporation (CTC) en junio de 1970. (algunos dicen que fue lanzado en algún momento de 1971). Proyectado simplemente para ser un terminal versátil y económico para conectarse con una amplia variedad de mainframes al cargar varias emulaciones de terminal desde cinta, en lugar de, como eran la mayoría de los terminales de la época, que no eran programables y no se podía modificar su comportamiento (hardwired), los usuarios repentinamente se dieron cuenta de que estos terminales programables también podrían hacer otras tareas. (El primero de ellos fue Pillsbury Foods). Así, el CTC inadvertidamente inventó lo que es ahora generalmente aceptado como el primer computador personal. Igualmente significativo es que el CPU del terminal fue el embrión de la arquitectura del conjunto de instrucciones del x86.

## Descripción técnica
El Datapoint 2200 tenía incorporado un teclado completo (full-travel), un monitor de pantalla verde de 80 columnas x 12 líneas,, y dos unidades de cinta. Su tamaño era aproximadamente 61 x 61 x 30.5 cm (alto, ancho, profundidad) y su forma era aproximadamente la de una máquina de escribir eléctrica, como una caja parecida a un cubo con el teclado sobresaliendo. Inicialmente estaba disponible una unidad de disco duro de cartucho removible Diablo 2.5 MB 2315-type, junto con módems, varios tipos de interface serial, interface paralela, impresoras, lector de tarjetas perforadas, y posteriormente también estaba disponible opcionalmente una unidad de disco flotante de 8 pulgadas, y otras unidades de disco duro de mayor capacidad. A finales de 1977, estuvo disponible una red de área local por medio del ARCnet. El 2200 Type 1 original se despachaba con 2 KB de memoria principal de registro de desplazamiento serial (serial shift register) expandible a 8K. El 2200 Type 2 usaba chips de memoria RAM más densa de 1 kilobit dándole por defecto una memoria de 4 KB expandible a 16K. Su precio inicial estaba alrededor de los USS5,000, y un 2200 Type 2 con 16 KB tenía un precio de lista de algo más de $14.000. Los modelos 2200 fueron sucedidos por el 5500, 1100, 6600, 3800, 8800, etc.

## La semilla de la arquitectura x86
Aparte de ser el primer computador personal, el Datapoint 2200 tuvo otra conexión con la historia del computador. Su diseño original demandaba un microprocesador de 8 bits en un solo chip para el CPU, en lugar de un procesador convencional construido con módulos discretos TTL. En 1969, el CTC contrató dos compañías, Intel y Texas Instruments, para hacer el chip. Texas Instruments fue incapaz de hacer un parte confiable y lo abandonó. Intel fue incapaz de hacerlo en el plazo previsto por CTC. Intel y CTC renegociaron su contrato, terminando con CTC conservando su dinero e Intel conservando el procesador terminado finalmente.
CTC lanzó el Datapoint 2200 usando alrededor de 100 componentes TTL discretos (chips SSI/MSI) en lugar de un microprocesador en un solo chip, mientras que el diseño monopastilla de Intel, finalmente nombrado como el Intel 8008, finalmente fue lanzado en abril de 1972. La importancia seminal del 8008's reside en que se convirtió en el antepasado primigenio de otros CPUs de 8 bits de Intel, como el Intel 8080 y el 8085, que a su vez fueron seguidos por sus CPUs de 16 bits, el Intel 8086 y el Intel 8088, que tenían un conjunto de instrucciones compatible con los anteriores. Estos microprocesadores, el 8086 y el 8088, fueron los primeros miembros de la "familia x86", el nombre con que fue conocido posteriormente su conjunto de instrucciones. Así que se puede decir que los ingenieros de CTC fueron los padres de la arquitectura de conjunto de instrucciones más comúnmente usada y emulada desde mediados de los años 1980 hasta la fecha, la familia x86.

## Créditos
La arquitectura original del conjunto de instrucciones fue desarrollada por Victor Poor y Harry Pyle. El diseño TTL que terminaron usando fue hecho por Gary Asbell. El diseño industrial (cómo se veía el exterior de la caja, incluyendo el logo de la compañía) fue hecho por Jack Frassanito.

## Especificaciones
Unidad principal
- CPU: 8 bits, hecho de circuitos integrados discretos, casi 100% compatible con el Intel 8008
- RAM: 2K, expandible a 16K
- Pantalla: Solo texto, de 80×12 caracteres
- Almacenamiento: unidades de cinta, opcional unidad floppy Shugart de 8 pulgadas

Periféricos
Usuarios del 2200 y posteriores terminales eventualmente tuvieron varias unidades opcionales para elegir. Entre ellas estaban:
- módems
- discos duros
- impresoras
- ARCnet LAN